# Salim Vera
Salim Omar Vera Villar (Callao, 9 de abril de 1970) es un cantante, compositor y músico peruano que se desempeña en el género Rock alternativo. Es el vocalista principal de Libido y Coral.

## Biografía
Salim Omar Vera Villar nació en el Callao, Lima, Perú, 9 de abril del 1970. Salim es Islam por su nombre en la Idioma Arabe, Pasó su niñez y toda su adolescencia en los Barrios Altos de Cercado de Lima. Su familia siempre apoyó su carrera, ya que desde muy niño mostró gran inclinación por la música. Durante su adolescencia, formó una banda junto a su amigo Antonio Jáuregui, en la que ocasionalmente participaba Manolo Hidalgo (primo de Antonio Jáuregui y actual guitarrista de Libido). En 1994, conocen a Jeffry Fischman y para 1996, forman Libido. Con este grupo, alcanzó la fama convirtiéndose en uno de los referentes del rock peruano.
En el 2014, fue llamado para ser parte del programa La banda de Frecuencia Latina, en el cual se desempeñó como productor a cargo de la categoría rock & pop.

## Carrera con Libido
En 1996, junto Toño Jáuregui, Manolo Hidalgo y Jeffry Fischman, forman oficialmente la banda con la que saltaría a la fama: Libido.
En 1998, se edita Libido, el primer disco de la banda, donde luce su amplio registro vocal y sus influencias del grunge y británicas de la época.
En el 2000, junto a Libido lanzaría Hembra segundo álbum de la banda. Con este segundo álbum conseguirían llevarse a casa dos años después el premio MTV en la primera entrega de los MTV Latino, en la categoría Mejor Artista Sur Oeste. 
En 2003, junto a Libido gana el premio en la categoría Mejor Artista Central en los MTV Video Music Awards Latinoamérica 2003 donde durante el Pre show interpretaron el tema Frágil en vivo, tema perteneciente a su tercera producción (Pop*Porn).
En septiembre del 2004, graba junto a Libido el álbum en vivo Libido Acústica donde repasa los éxitos de las 3 primeras producciones con la banda y toca la batería en el tema Tu rostro. En diciembre del mismo año es invitado por la banda Cementerio Club para participar en el álbum en vivo que grabó dicha banda.
En 2005, tras la salida de Jeffry Fischman de Libido, uno de los principales compositores de la banda, Salim co-escribiría algunos temas junto a Antonio Jáuregui para el álbum Lo último que hablé ayer
En 2008, recibió un premio individual por parte de Terra Rock 2008, concurso que reconoció su trayectoria y el haber inspirado a nuevos talentos nacionales.
En 2009, Salim participa más en las composiciones para el grupo y es así que compone el tema "Un día nuevo", tema que le daría el nombre a la quinta producción de estudio de Libido: Un día nuevo.
En 2010 se lanza el álbum Rarezas.
En 2014 lanza junto a Manolo Hidalgo Sesión en vivo 2014, tercer álbum en vivo de Libido.
En 2016 sale al mercado su nuevo material titulado: Amar o matar, un EP que consta de 6 canciones, las cuales están compuestas por Salim y Manolo Hidalgo, acompañados también con Juan Pablo del Águila (bajo) y Wilder López (batería), quienes también influyen en las composiciones.
En 2019 sale el primer recopilatorio de la banda llama: Corazones blancos, un álbum de grandes éxitos del grupo que junta todos sus éxitos, desde 1996 hasta el 2016.
En el 2024 se realizó la reunión de los 4 miembros fundadores de la banda.

## Carrera con Royalvalet
Royalvalet es un proyecto musical de subgénero indie rock, donde fue conformado por Sandro Labenita, Luis Benzaquén, Luis Ernesto Guevara y el propio Salim. Este proyecto inició su trabajo de creación y composición en marzo de 2010, en noviembre de ese año se lanza el sencillo Escorpio y rimel. En febrero de 2011, se lanza el segundo videoclip y sencillo titulado En pedazos.
En el 2013 lanza las canciones en formato acústico Interpolar. Salim en una entrevista dijo: "Royalvalet hizo el disco solo para tener difusión musical, jamás haremos un concierto o cualquier tipo de presentación, seguiré tocando con Libido".

## Carrera con Coral
A inicios del 2019, Salim oficializó una nueva banda de rock que trabajaría a lo paralelo con Libido y así nació Coral. El nombre de la banda se debe al gran aprecio a la vida marina, con lo que le llamó la atención del público.
Coral es un proyecto musical peruano-suizo conformado en un trío musical del subgénero indie rock.
Antes del estreno del proyecto musical, Salim buscó integrantes, donde al final quedaron con Ben Geiser (en la guitarra), Alberto Fernández (en la guitarra/sonido) y él (como vocalista). 
En octubre de 2020, en plena pandemia por el nuevo coronavirus, el grupo estrenó su primer tema musical Huesos de cartílago, que lograrían un éxito mundial, ya que tuvo vistas en Youtube, siendo nominados a premios más importantes de la música.
Después del éxito de su primer sencillo, el 18 de junio de 2021, el grupo estrenó su segundo tema musical, Hiedra.
En octubre de ese año, lanzaron su tercer sencillo Trampa de metal.

## Discografía
Con Libido
- Libido (1998)
- Hembra (2000)
- Pop*Porn (2002)
- Libido acústica (2004)
- Lo último que hablé ayer (2005)
- Un día nuevo (2009)
- Rarezas (2010)
- Rarezas en vivo (2012)
- Sesión en vivo (2014)
- Amar o matar (2016)
- Corazones blancos (2019)

Con Coral
- Huesos de cartílago (2020)
- Hiedra (2021)
- Trampa de metal (2021)
- Teatro (2023)
- Balas en marcha (2024)
- La bestia (2025)
- El Foco (2025)